# Eberhard Waechter
Eberhard Waechter (o Wächter) (Vienna, 8 luglio 1929 – Vienna, 29 marzo 1992) è stato un baritono austriaco.

## Biografia
Studiò presso l'università e l'Accademia di musica di Vienna e con Elisabeth Rado, debuttando nel 1953 come Silvio alla Volksoper di Vienna.
Dal 1954 fu membro della Staatsoper di Vienna, dalla quale nel 1963 venne nominato Kammersänger. Nel 1958 debuttò al Covent Garden di Londra interpretando il Conte d'Almaviva nelle Nozze di FIgaro e nella stessa opera esordì l'anno seguente al Metropolitan Opera di New York, dove nel 1959 e 1960 interpretò Don Giovanni, rispettivamente con la direzione di Carlo Maria Giulini e Herbert Von Karajan.
Sempre del 1958 fu il debutto al festival di Bayreuth come Amfortas e del 1959 quello all'Opéra di Parigi come Wolfram. Nel 1960 interpretò nuovamente il Conte di Almaviva presso il Teatro alla Scala di Milano e fu presente nel Tannhäuser di Wagner al Teatro dell'Opera di Roma. Nella stagione 1964-1965 ottenne grandi successi al Festival di Salisburgo sotto la direzione di Herbert von Karajan. Negli anni successivi comparve regolarmente a Vienna, dove nel 1980 "creò" il ruolo di Giuseppe in Jesu Hochzeit di Gottfried von Einem.
Nel 1987 divenne direttore della Volksoper di Vienna e dal 1991 fu anche codirettore della Staatsoper di Vienna. Morì improvvisamente per attacco cardiaco mentre passeggiava nei boschi viennesi.
Dotato di grande espressività scenica e di un timbro molto pulito e leggero, è considerato uno dei maggiori interpreti mozartiani del suo tempo.

## Discografia
- Berg, Wozzeck - Dohnanyi/Wächter/Silja/Winkler, 1979 Decca
- Brahms, Requiem tedesco - Karajan/Janowitz/Wachter, 1964 Deutsche Grammophon
- D'Albert: Tiefland - Vienna Symphony Orchestra/Chorus of the Vienna State Opera/Rudolf Moralt, The Art Of Singing
- Mozart: La nozze di Figaro - Carlo Maria Giulini/Elisabeth Schwarzkopf/Giuseppe Taddei/Anna Moffo/Fiorenza Cossotto, 1961 EMI Warner
- Mozart: Don Giovanni - Carlo Maria Giulini/Graziella Sciutti/Elisabeth Schwarzkopf/Joan Sutherland/Piero Cappuccilli/Giuseppe Taddei/Luigi Alva/Gottlob Frick, EMI Warner
- Strauss R., Salome - Solti/Nilsson/Stolze/Wachter, 1961 Decca
- Strauss R: Der Rosenkavalier - Herbert von Karajan/Elisabeth Schwarzkopf/Teresa Stich-Randall/Philharmonia Orchestra, 1957 EMI
- Strauss: Die Fledermaus - Philharmonia Orchestra/Otto Ackermann/Karl Terkal/Gerda Scheyrer/Wilma Lipp/Christa Ludwig/Walter Berry, The Art Of Singing
- Strauss: Capriccio - Elisabeth Schwarzkopf/Dietrich Fischer-Dieskau/Eberhard Wachter/Nicolai Gedda/Hans Hotter/Christa Ludwig/Rudolf Christ/Anna Moffo/Dermot Troy/Karl Schmitt-Walter/Philharmonia Orchestra/Wolfgang Sawallisch, 1959 Parlophone Warner

## Filmografia

### Cinema
- La casa delle tre ragazze (Das Dreimäderlhaus), regia di Ernst Marischka (1958)

## DVD
- Lehar: Der Graf von Luxemburg - Eberhard Wachter/Erich Kunz, 1972 Arthaus Musik/Naxos
- Strauss J., Pipistrello - Kleiber/Coburn/Perry/Wachter, Deutsche Grammophon